# Fizylierzy (XVII wiek)

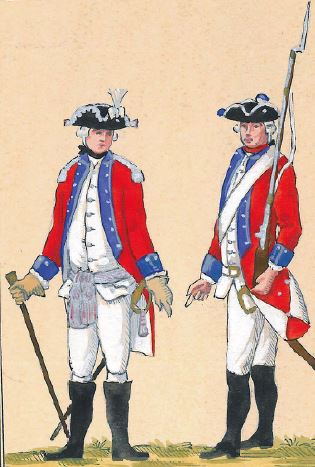
Fizylierzy regimentu pieszego hr. Potockiego – oficer i szeregowiec (1775)

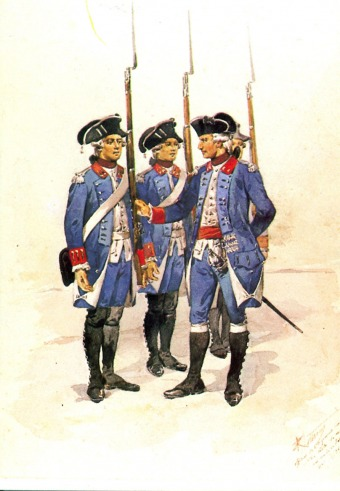
Fizylierzy portugalscy (1762)

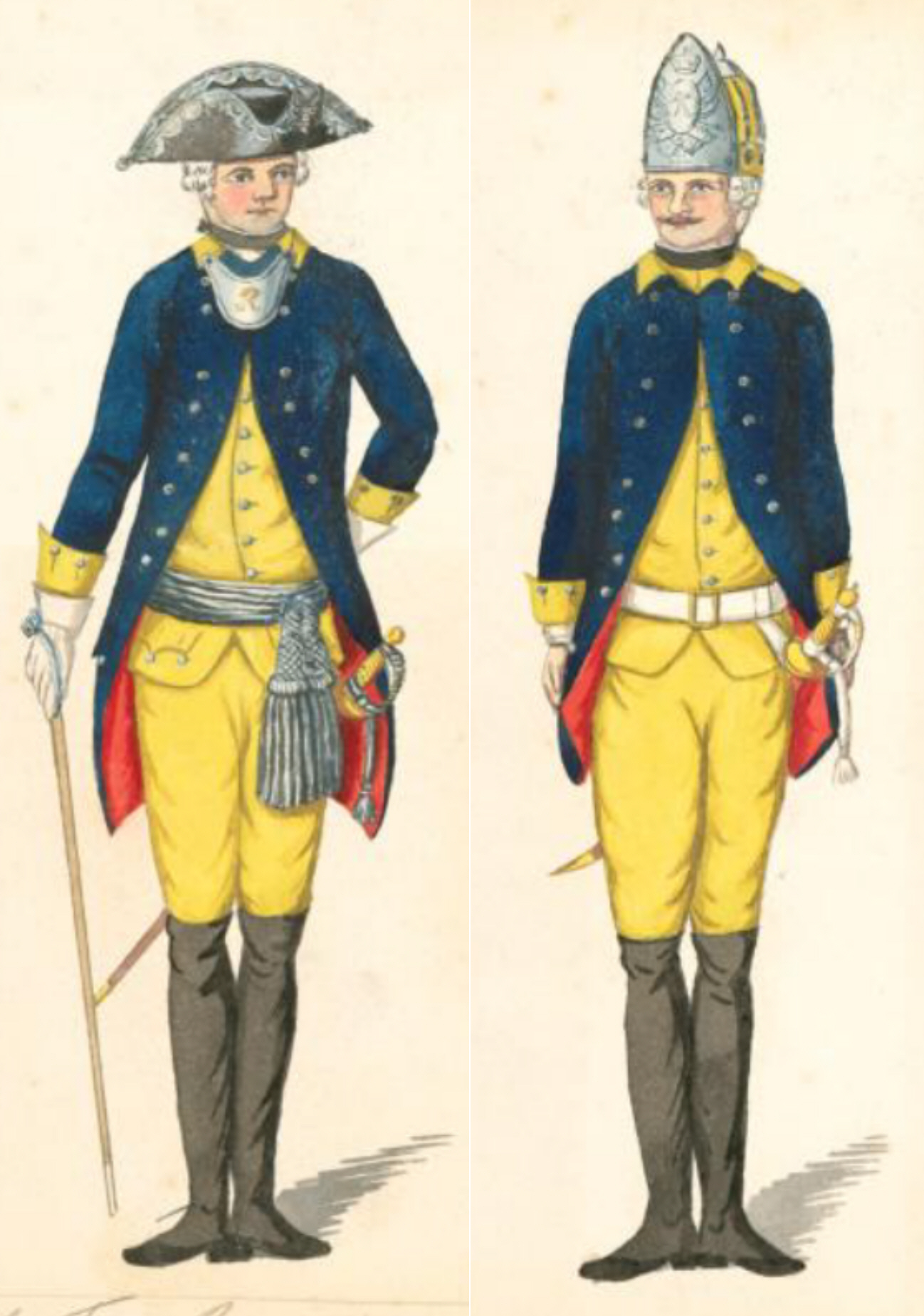
Fizylierzy pruscy – oficer i szeregowiec w kaszkiecie (1785)

Fizylierzy (z fr. fusilier) – żołnierze piechoty uzbrojeni w karabiny skałkowe, zwane fuzjami (od fr. fusil) albo flintami (od ang. flint), którzy w armiach europejskich XVIII wieku zastąpili muszkieterów.

## Geneza
Powstanie tej formacji łączy się ze stopniowym upowszechnieniem broni skałkowej w drugiej połowie XVII wieku. Pierwszy regiment fizylierów (Fusiliers du Roi) utworzono w 1671 za panowania Ludwika XIV: wyposażeni w fuzje z bagnetami szpuntowymi, przeznaczeni byli wyłącznie do ochrony i obsługi artylerii. Później, po wprowadzeniu praktyczniejszego bagnetu tulejowego, sukcesywnie zwiększano ich liczbę w jednostkach pieszych (kompaniach muszkieterskich), zastępując nimi i do końca XVII stulecia całkowicie eliminując pikinierów. W przodującej pod względem tych zmian armii francuskiej flinty na początku XVIII w. przydzielano również oficerom i podoficerom. Zastosowanie tej bagnetowej broni o większej szybkostrzelności wpłynęło też na zmiany w taktyce bitewnej, powodując rozciągnięcie linii szyku batalionu przy zmniejszeniu jego głębokości z 6 do 3 szeregów.

## Wyposażenie
Oprócz flint uzbrojeniem fizylierów były również tasaki o długości od 60–75 cm, natomiast ich oficerowie wyposażeni byli w pałasz, szablę lub szpadę długości 90–100 cm oraz pistolet skałkowy. Rodzajem umundurowania nie różnili się zasadniczo od głównej masy piechoty poza niekiedy używanym przez żołnierzy niższym kaszkietem typu grenadierskiego („mitrą”) z blachą czołową (np. w armii angielskiej, rosyjskiej, pruskiej), zamiast na ogół używanego trójkątnego kapelusza piechoty.  

## W armiach europejskich
Wzorzec ten przejmowały wojska sąsiadów Francji i inne armie europejskie. Początkowo fizylierów przydzielano w niewielkiej liczbie do kompanii muszkieterskich, by następnie wyodrębniać je jako lżejsze kompanie pułków pieszych. W drugiej połowie XVIII wieku w Prusach fizylierami nazywano lekką piechotę, zorganizowaną w samodzielne bataliony, jednakże od końca tego stulecia do połowy XIX wieku nazwą tą w państwach europejskich określano większość piechoty. W XIX w. w każdym batalionie za fizylierskie uważano wszystkie kompanie – tzw. centralne, z wyjątkiem dwóch wyborczych (grenadierów i woltyżerów). Później określenie to pojawia się sporadycznie, zmieniając też nieco swe znaczenie.
W Polsce XVIII wieku dysponującej typowymi fizylierskimi jednostkami pieszymi, regimentem fizylierskim nazwany również został pułk piechoty artylerii koronnej, przeznaczony do zapewnienia eskorty dział i zaszeregowany do tej broni. Za panowania Stanisława Augusta zaliczony do piechoty i od 1776 przekształcony w liniowy 5 regiment fizylierów armii koronnej stacjonujący w Białymstoku, uczestniczył m.in. w bitwach pod Zieleńcami, Dubienką, Maciejowicami, w obronie Pragi.
W okresie Księstwa Warszawskiego (1807–1815) fizylierzy stanowili lżej uzbrojone kompanie pułków piechoty. 